# 鲜学福
鲜学福（1929年1月21日—），四川阆中人，著名矿山安全技术专家，中国工程院院士，重庆大学教授。

## 履历
1950年至1953年，在天津中国矿业学院采矿工程专业就读。1953年至1956年，在北京矿业学院采矿工程研究生班就读。1956年至1960年，在重庆大学采矿系任助教。1960年至1964年，在苏联莫斯科矿业学院留学，获副博士学位。1999年，当选中国工程院院士。